# Зайцев Дмитро Євгенович
Зайцев Дмитро Євгенович — радянський, білоруський кінооператор, кінорежисер, сценарист. Лауреат премії Ленінського комсомолу БРСР (1970). Заслужений діяч мистецтв Білоруської РСР (1980). Лауреат Державної премії СРСР (1984) i Державної премії Республіки Білорусь (1996).
Народився 26 березня 1940 р. в Мінську (Білорусь). Закінчив операторський факультет Всесоюзного державного інституту кінематографії (1969).

## Фільмографія
Зняв стрічки:
- «Іван Макарович» (1968)
- «Кроки по землі» (1968)
- «Сум'яття» (1970)
- «Великий трамплін» (1973)
- «Чорна береза» (1977)
- «Недільна ніч» (1977. Приз «Срібна Мінерва», Венеція)
- «День повернення» (1979)
- «Поліська хроніка»:  (1981–1982. Державна премія СРСР 1984)   
  - Фільм 1 Люди на болоті
  - Фільм 2 Дихання грози

та інші.
Поставив картини:
- «День повернення» (1979)
- «Всі когось люблять…» (1988)
- «Вільна зона» (1992)
- «Гладіатор за наймом» (1993, Білорусь—Україна)
- «Квіти провінції» (1994, співавт. сцен.)
- «Між життям і смертю» (2003)
- «Зграя» (2008, авт. сцен.) та ін.